# Medina (rivière)
Pour les articles homonymes, voir Medina.
La Medina est le principal fleuve de l'île de Wight en Angleterre.

## Géographie
Elle prend sa source dans le St. Catherine's Down, à environ 2 km de la pointe sud de l'île, puis remonte vers le nord partageant presque ainsi Wight en deux. Arrivée à Newport, la capitale insulaire située au centre de l'île, la Medina s'élargit progressivement sur les 7 derniers kilomètres de parcours avant de se jeter dans le Solent au niveau des villes de Cowes et East Cowes.